# Francisco Javier Castaños

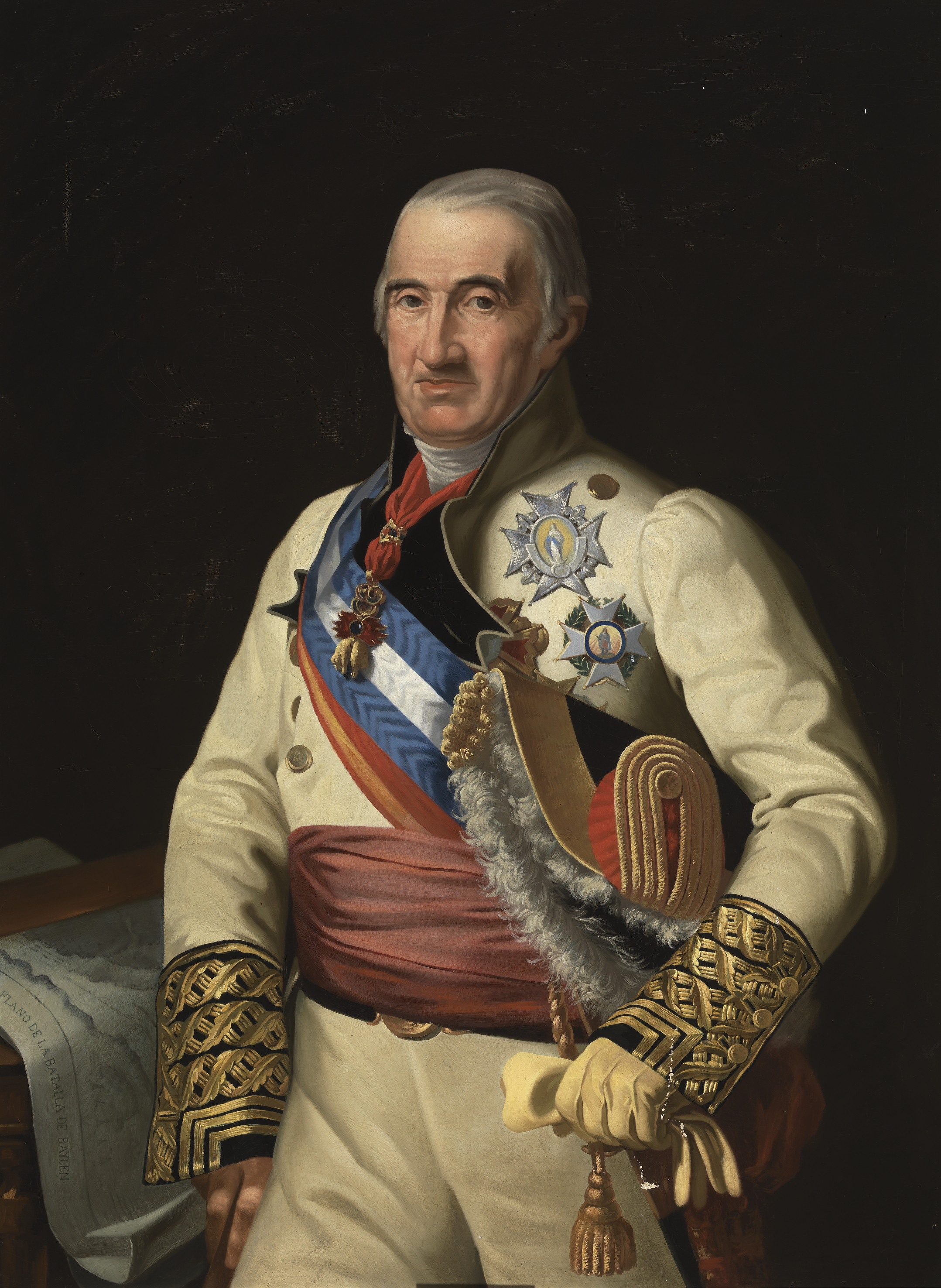
Francisco Javier Castaños

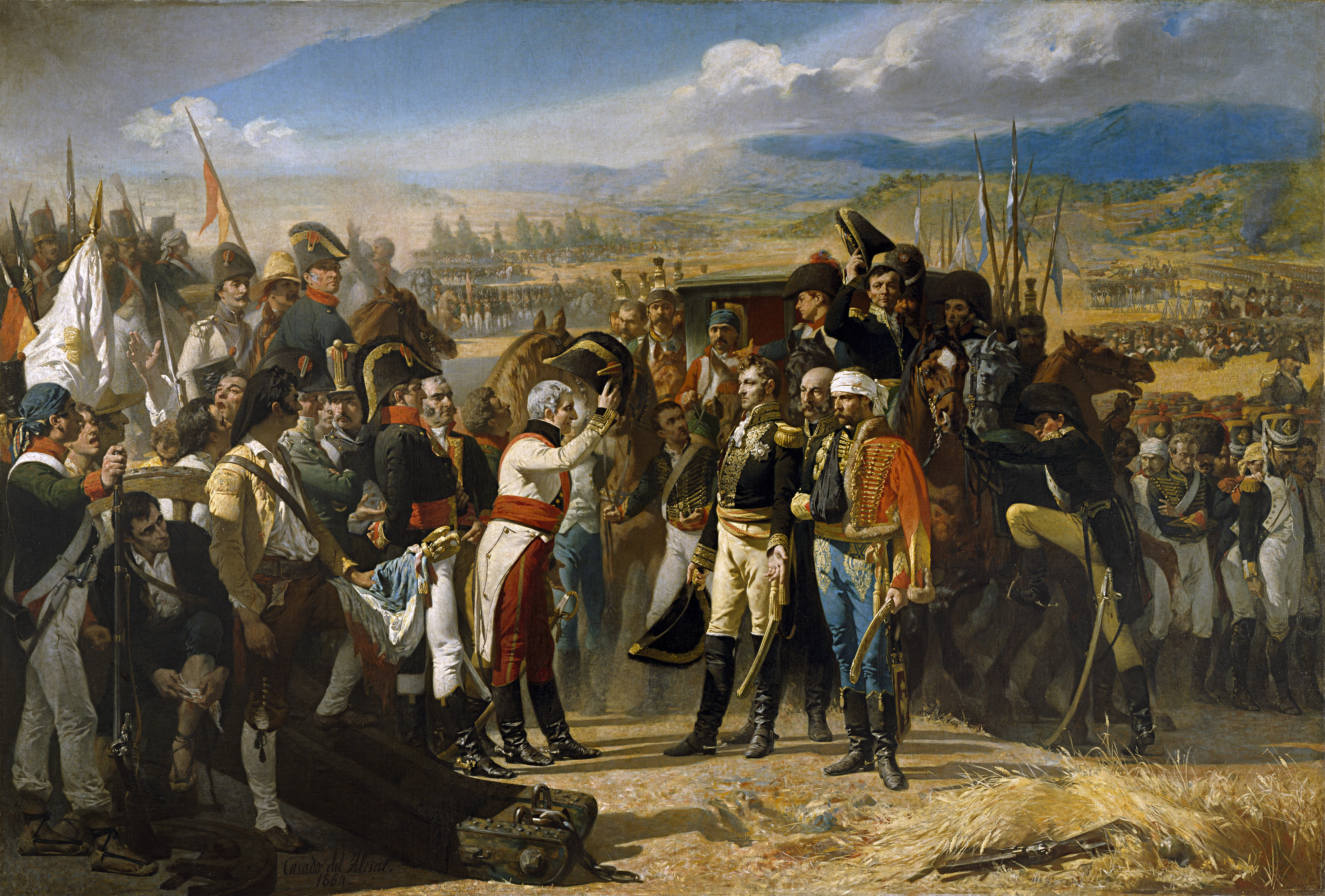
José Casado del Alisal: Castaños nach der Schlacht von Bailén, 1864, Õl auf Leinwand, 338 × 500 cm, Madrid, Museo del Prado

Francisco Javier Castaños y Aragorri (* 22. April 1756 in Madrid; † 24. September 1852 ebenda) war ein spanischer General, der im Unabhängigkeitskrieg gegen die Franzosen verschiedene Einheiten befehligte. 1833 wurde er für seine Verdienste zum Herzog von Baylen (Duque de Bailén) ernannt.

## Leben
Francisco Javier Castaños stammte aus einer unter Angehörigen der Oberschicht angesehenen baskischen Familie in der Biscaya und wurde 1756 als Sohn von Juan Felipe Castaños Urioste und der María Concepción Aragorri y Olavide in Madrid geboren. Er stieg während des Krieges mit der französischen Republik im April 1792 zum Oberst und im Oktober 1793 zum Brigadier auf. Er zeichnete sich 1794 in der Armee von Navarra aus und wurde 1796 zum Generalmajor befördert. Er wurde 1799 wegen Kontroversen im Baskenland durch Manuel de Godoy geächtet und nach Badajoz verbannt. Im März 1802 kehrte er nach Madrid zurück, wo er durch seinen Onkel, den Marquis von Irán in seiner weiteren Karriere gefördert wurde.
Im Oktober 1802 wurde er zum Generalleutnant (teniente general) befördert und diente als Befehlshaber im Campo de Gibraltar. Er unterstellte sich während der napoleonischen Invasion 1808 der Junta de Sevilla und erhielt, nachdem er sich in Ronda mit einer Division von 6.000 Mann neu organisiert hatte, das Kommando über das Feldlager vor Algeciras. Als Oberbefehlshaber (Jefe del ejército del Centro) der Armee von Andalusien und Presidente de la Junta Suprema de Madrid zwang er den französischen General Pierre Dupont de l’Étang in der Schlacht bei Bailén zur Kapitulation (23. Juli 1808); 23.000 französische Gefangene wurden gemacht. Er drang darauf bis zum Ebro vor, wurde aber am 23. November von Jean Lannes in der Schlacht von Tudela geschlagen. Die ränkesüchtigen Generäle José de Palafox y Melci und Montijo verleumdeten ihn bei der Zentraljunta so sehr, dass er abgesetzt und für mehrere Jahre suspendiert wurde. Erst 1811 wurde er unter dem vom Duke of Wellington ausgeübten Oberbefehl an die Spitze des spanischen IV. Armeekorps gestellt, nahm an der Schlacht bei La Albuera teil und trug im Juni 1813 auch zum Sieg in der Schlacht von Vitoria bei.
1814 berief ihn die Regentschaft nach Madrid in den Staatsrat (Consejo de Estado) unter Ferdinand VII. In der sogenannten Herrschaft der Hundert Tage wurde er Anführer eines Expeditionsheers im Krieg gegen Frankreich, der Guerra del Rosellón. 1816 wurde er Generalkapitän von Katalonien (Capitán General de Cataluña). 1817 schlug er einen liberalen Aufstand unter der Führung von Luis de Lacy y Gautier nieder.
1816 legte Castaños alle seine Ämter nieder. Nachdem er den gegen ihn erhobenen Vorwurf, er habe eine konstitutionelle Gesinnung, entkräftet hatte, wurde er 1825 von neuem in den Staatsrat berufen, später zum Präsidenten des Rats von Kastilien und am 12. Juli 1833 zum Granden von Spanien mit dem Titel „Herzog von Baylen“ erhoben. Nach Ferdinands VII. Tod mit dem Hof wegen der Thronfolge zerfallen, lebte er zurückgezogen, bis er nach dem Sturz von Baldomero Espartero 1843 an Agustín Argüelles’ Stelle zum Vormund der noch minderjährigen Königin Isabella II. erwählt wurde. 1845 zum Senator ernannt, übte er seines hohen Alters wegen keinen politischen Einfluss mehr aus und starb am 24. September 1852 in Madrid.